# Patrick Kane
Patrick Timothy Kane junior (* 19. November 1988 in Buffalo, New York) ist ein US-amerikanischer Eishockeyspieler. Der rechte Flügelstürmer steht seit November 2023 bei den Detroit Red Wings in der National Hockey League unter Vertrag. Zuvor war er von 2007 bis 2023 bei den Chicago Blackhawks aktiv, die ihn im NHL Entry Draft 2007 an erster Position ausgewählt hatten. Mit den Blackhawks gewann er dreimal den Stanley Cup und wurde mit diversen persönlichen Auszeichnungen geehrt, unter anderem mit der Conn Smythe, Art Ross und Hart Memorial Trophy. Ferner verzeichnete Kane, der zwischenzeitlich kurzzeitig für die New York Rangers aktiv war, in der NHL bereits über 1000 Scorerpunkte. Mit der Nationalmannschaft der Vereinigten Staaten gewann er die Silbermedaille bei den Olympischen Winterspielen 2010.

## Karriere

### Juniorenbereich (2003–2007)
Kane wurde 2004 in der fünften Runde des OHL Priority Selection Draft von den London Knights ausgewählt, entschied sich jedoch vorerst im USA Hockey National Team Development Program in der North American Hockey League zu spielen. Dort konnte er bereits seine Qualitäten als torgefährlicher rechter Flügelstürmer unter Beweis stellen, als er 172 Punkte in den ersten zwei Jahren erzielte.
Nachdem er im Frühjahr 2006 die U18-Weltmeisterschaft mit dem US-Team gewonnen hatte, wechselte er schließlich zu den London Knights in die kanadische Juniorenliga Ontario Hockey League, wo er zusammen mit Sam Gagner und Sjarhej Kaszizyn in einer Angriffsreihe spielte. Während der Saison spielte er auch bei der U20-Junioren-Weltmeisterschaft, wo er viertbester Scorer des Turniers mit fünf Toren und vier Assists war und die Bronzemedaille gewinnen konnte. Zudem wurde er ins All-Star Team des Turniers gewählt.
Für die London Knights erzielte er in der Saison 2006/07 62 Tore und 83 Vorlagen in 58 Spielen und war somit Topscorer der Liga. Er zog mit den Knights bis ins Finale der OHL-Playoffs ein, scheiterte dort jedoch an den Plymouth Whalers. Von der OHL und dem kanadischen Dachverband der Junioren CHL wurde er als bester Rookie und bester Scorer der Saison ausgezeichnet. Bei der Wahl zum Most Valuable Player der OHL belegte er den zweiten Platz hinter John Tavares.

### Chicago Blackhawks (2007–2023)
Auf Grund seiner guten Leistungen wurde er von vielen Experten und Scouts als das größte Talent für den NHL Entry Draft 2007 eingeschätzt und wurde schließlich auch von den Chicago Blackhawks als Gesamterster ausgewählt. Am 25. Juli unterzeichnete er schließlich seinen ersten Profivertrag in Chicago über drei Jahre, der ihm jährlich 875.000 US-Dollar, das Maximalgehalt für Rookies, einbrachte.
Nachdem er bereits in den ersten sechs Spielen der Saison 2007/08 fünf Assists verbuchen konnte, schoss er am 19. Oktober 2007 sein erstes NHL-Tor im Spiel gegen die Colorado Avalanche und bereitete zudem zwei weitere Tore vor. Vier Tage später feierte er sein erstes Vier-Punkt-Spiel, als er bei einer 4:7-Niederlage gegen die Columbus Blue Jackets an allen Toren der Blackhawks als zweifacher Torschütze und Vorbereiter beteiligt war. Kane konnte über die gesamte Saison konstante Leistungen bringen und schloss die Saison mit 72 Scorerpunkten ab, womit er alle Rookies anführte. Mit Chicago gewann er in der Saison 2009/10 erstmals in seiner Laufbahn den Stanley Cup, wobei er im sechsten Spiel in der Overtime das entscheidende Tor erzielte.
Während des Lockouts in der NHL 2012 spielte Kane beim EHC Biel in der Schweizer National League A. Der Amerikaner erzielte dabei in 20 Spielen 13 Tore und gab 10 Assists. Beim Spengler Cup 2012 verstärkte er den gastgebenden HC Davos und wurde ins All-Star-Team berufen. In der auf 48 Spiele verkürzte NHL-Saison schaffte es Kane in 48 Spielen auf 23 Tore und 32 Assists. In den Playoffs bestätigte Kane diese Leistungen mit neun Toren und zehn Assists und wurde beim Stanley-Cup-Sieg seiner Mannschaft zum wertvollsten Spieler der Playoffs gewählt.
Im Juli 2014 unterschrieb Kane genau wie Mannschaftskollege Jonathan Toews eine achtjährige Vertragsverlängerung, die den beiden Spielern jeweils ein durchschnittliches Jahresgehalt von 10,5 Millionen einbringen soll. Während der Saison 2014/15 führte Kane mit 27 Treffern und 37 Torvorlagen die Scorerwertung in der Liga an, ehe er sich im Februar 2015 im Spiel gegen die Florida Panthers nach einem Check von Gegenspieler Alex Petrovic eine Schulterverletzung zuzog und daraufhin mehrere Wochen ausfiel. Zum Start der Play-offs war der US-Amerikaner wieder einsatzbereit und hatte in der Angriffsreihe mit Toews und Brandon Saad erneut maßgeblichen Anteil am dritten Stanley-Cup-Gewinn seiner Mannschaft innerhalb von fünf Jahren. Zusammen mit Tyler Johnson vom Finalgegner Tampa Bay Lightning war Kane der offensivstärkste Akteur der post-season, beide verzeichneten jeweils 23 Scorerpunkte.
In den Monaten Oktober bis Dezember der Saison 2015/16 erzielte Kane in 26 aufeinander folgenden Spielen mindestens einen Scorerpunkt und stellte damit einen neuen Rekord für US-amerikanische Spieler in der NHL (zuvor 18; Eddie Olczyk und Phil Kessel) sowie einen neuen Franchise-Rekord der Blackhawks auf (zuvor 21; Bobby Hull). Ferner gelang ihm damit die längste Serie seit der Saison 1992/93 (30; Mats Sundin). Darüber hinaus wurde er zum NHL-Spieler des Monats November gewählt.
Im weiteren Verlauf der Saison 2015/16 erzielte Kane erstmals in seiner NHL-Karriere über 100 Punkte und gewann mit diesen 106 Scorerpunkten die Art Ross Trophy. Nach dem Ende der Spielzeit wurde er sowohl von Journalisten (Hart Memorial Trophy) als auch von den Spielerkollegen (Ted Lindsay Award) zum wertvollsten Spieler gewählt und damit jeweils zum ersten US-Amerikaner, der eine dieser drei Trophäen erhielt. Ferner wurde Kane ins First All-Star-Team gewählt. Diese Leistung steigerte Kane in der Spielzeit 2018/19 auf 110 Scorerpunkte, womit er Rang drei der Scorerliste belegte.
Im Januar 2020 wurde Kane zum 90. Spieler der NHL-Historie, der den Meilenstein von 1.000 Scorerpunkten erreichen konnte. Im März 2021 folgte sein 1000. NHL-Spiel der regulären Saison. Wenige Tage vor der Trade Deadline im Februar 2023 wurde er dann an die New York Rangers abgegeben, wobei er die Blackhawks nach über 15 Jahren, 1.161 Partien und 1.225 Scorerpunkten verließ. In der Historie des Teams scorte dabei nur Stan Mikita (1.467) häufiger, während er nach Mikita (1.396) und Duncan Keith (1.192) Rang drei in puncto bestrittener Spiele belegte.

### New York und Detroit (seit 2023)
Letztlich waren sogar drei Teams an Kanes Wechsel beteiligt. Die Blackhawks übernahmen weiterhin die Hälfte seines Gehalts und sandten zudem Cooper Zech nach New York. Im Gegenzug erhielten sie von den Rangers Andy Welinski, ein konditionales Zweitrunden-Wahlrecht im NHL Entry Draft 2023 sowie ein Viertrunden-Wahlrecht im NHL Entry Draft 2025. Aus dem Zweitrunden-Wahlrecht sollte dabei eines für die erste Runde (2024 oder 2025) werden, sofern die Rangers in den Playoffs 2023 das Conference-Finale erreichen, was jedoch nicht geschah. Um zusätzliches Gehalt gegenüber dem Salary Cap einzusparen, wurde der Angreifer jedoch zuvor kurzzeitig zu den Arizona Coyotes transferiert, die erneut die Hälfte (effektiv also 25 %) seines Salärs übernahmen und dafür ein Drittrunden-Wahlrecht im Draft 2025 von New York erhielten. Darüber hinaus erhielten die Blackhawks die Rechte an Vili Saarijärvi von Arizona, während die Rangers somit nur 25 % von Kanes Gehalt selbst tragen müssen. Bei den Rangers wurde sein auslaufender Vertrag im Sommer 2023 nicht verlängert, sodass er sich seither als Free Agent auf der Suche nach einem neuen Arbeitgeber befand.
Diesen fand er nach einer im Sommer 2023 erfolgten Hüftoperation im November 2023 in den Detroit Red Wings, wo er einen Einjahresvertrag unterzeichnete.

## Kontroversen
Am 9. August 2009 wurde Patrick Kane zusammen mit seinem Cousin James M. Kane in Buffalo festgenommen. Laut Polizeibericht wurde Kane um 5:00 Uhr in Gewahrsam genommen, nachdem sein Cousin und er einen Taxifahrer tätlich angegriffen haben. Die Taxifahrt kostete 14,80 US-Dollar, die Kanes gaben dem Taxifahrer 15 US-Dollar. Da dem Taxifahrer jedoch 20 Cents fehlten, nahmen sie das Geld zurück und schlugen den Fahrer, der eine kaputte Brille und Platzwunden im Gesicht davontrug. Vor Gericht plädierte Kane auf „nicht schuldig“. Nachdem der Anklagepunkt des Gewaltverbrechens fallen gelassen wurde, verblieb die Anklage wegen minderschwerer Körperverletzung, Diebstahl und Belästigung. Während der Gerichtsverhandlung im August bekannten sich Kane sowie sein Cousin schließlich der ordnungswidrigen Belästigung schuldig und erhielten daraufhin eine Strafaussetzung zur einjährigen Bewährung.
Im August 2015 berichtete die US-amerikanische Regionalzeitung The Buffalo News, dass Kane in einem Vergewaltigungsfall als Tatverdächtiger in den Ermittlung durch die Polizei von Hamburg (New York) gilt. In der Nacht vom 1. auf den 2. August soll er eine Frau nach einem Diskothekenbesuch in seinem örtlichen Anwesen vergewaltigt haben. In unmittelbarer Reaktion auf das Bekanntwerden der Anschuldigungen wurde Kane vom Cover des Videospiels NHL 16 und allen damit verbundenen Marketingkampagnen von EA Sports entfernt. Nachdem eine forensische Untersuchung keinerlei Spuren von Kanes DNA im Genitalbereich des angeblichen Opfers feststellen konnte und die Aussagen des Opfers den Ergebnissen des DNA-Abstriches widersprachen, kündigte die Staatsanwaltschaft an, dass sie keine weiteren Ermittlungen gegen Kane führen wird. Das angebliche Opfer unterschrieb daraufhin eine eidesstattliche Versicherung, dass es keine weiteren rechtlichen Schritte gegen Kane erheben wird.

## Erfolge und Auszeichnungen
| - 2007 Teilnahme am CHL Top Prospects Game - 2007 OHL First All-Star Team - 2007 OHL First All-Rookie Team - 2007 CHL First All-Star Team - 2007 CHL All-Rookie Team - 2007 Jim Mahon Memorial Trophy - 2007 Emms Family Award - 2007 Eddie Powers Memorial Trophy - 2007 CHL Rookie of the Year - 2007 CHL Top Scorer Award - 2007 CHL Top Draft Prospect Award - 2007 NHL-Rookie des Monats Oktober - 2008 Teilnahme am NHL YoungStars Game - 2008 Calder Memorial Trophy - 2008 NHL All-Rookie Team - 2009 Teilnahme am NHL All-Star Game - 2010 Stanley-Cup-Gewinn mit den Chicago Blackhawks - 2010 NHL First All-Star Team - 2011 Teilnahme am NHL All-Star Game - 2012 Teilnahme am NHL All-Star Game | - 2013 Stanley-Cup-Gewinn mit den Chicago Blackhawks - 2013 Conn Smythe Trophy - 2013 NHL-Spieler des Monats November - 2013 NHL-Spieler des Monats Dezember - 2015 Teilnahme am NHL All-Star Game - 2015 Stanley-Cup-Gewinn mit den Chicago Blackhawks - 2015 NHL-Spieler des Monats November - 2016 Teilnahme am NHL All-Star Game - 2016 Art Ross Trophy - 2016 Hart Memorial Trophy - 2016 Ted Lindsay Award - 2016 NHL First All-Star Team - 2017 Teilnahme am NHL All-Star Game - 2017 NHL First All-Star Team - 2018 Teilnahme am NHL All-Star Game - 2019 Teilnahme am NHL All-Star Game - 2019 NHL Second All-Star Team - 2020 Teilnahme am NHL All-Star Game - 2021 NHL-Spieler des Monats Februar der Central Division |

### International
| - 2006 Goldmedaille bei der U18-Junioren-Weltmeisterschaft - 2006 Topscorer der U18-Junioren-Weltmeisterschaft - 2006 Bester Torschütze der U18-Junioren-Weltmeisterschaft - 2006 All-Star-Team der U18-Junioren-Weltmeisterschaft - 2007 Bronzemedaille bei der U20-Junioren-Weltmeisterschaft - 2010 Silbermedaille bei den Olympischen Winterspielen | - 2018 Bronzemedaille bei der Weltmeisterschaft - 2018 Topscorer der Weltmeisterschaft - 2018 Bester Vorlagengeber der Weltmeisterschaft (gemeinsam mit Connor McDavid) - 2018 Wertvollster Spieler der Weltmeisterschaft - 2018 All-Star-Team der Weltmeisterschaft |

## Karrierestatistik
Stand: Ende der Saison 2024/25

### International
Vertrat die USA bei:
| - World U-17 Hockey Challenge 2005 - U18-Junioren-Weltmeisterschaft 2006 - U20-Junioren-Weltmeisterschaft 2007 - Weltmeisterschaft 2008 - Olympischen Winterspielen 2010 | - Olympischen Winterspielen 2014 - World Cup of Hockey 2016 - Weltmeisterschaft 2018 - Weltmeisterschaft 2019 |

(Legende zur Spielerstatistik: Sp oder GP = absolvierte Spiele; T oder G = erzielte Tore; V oder A = erzielte Assists; Pkt oder Pts = erzielte Scorerpunkte; SM oder PIM = erhaltene Strafminuten; +/− = Plus/Minus-Bilanz; PP = erzielte Überzahltore; SH = erzielte Unterzahltore; GW = erzielte Siegtore; 1 Play-downs/Relegation; Kursiv: Statistik nicht vollständig)